# تشيلمسفورد (إسكس)

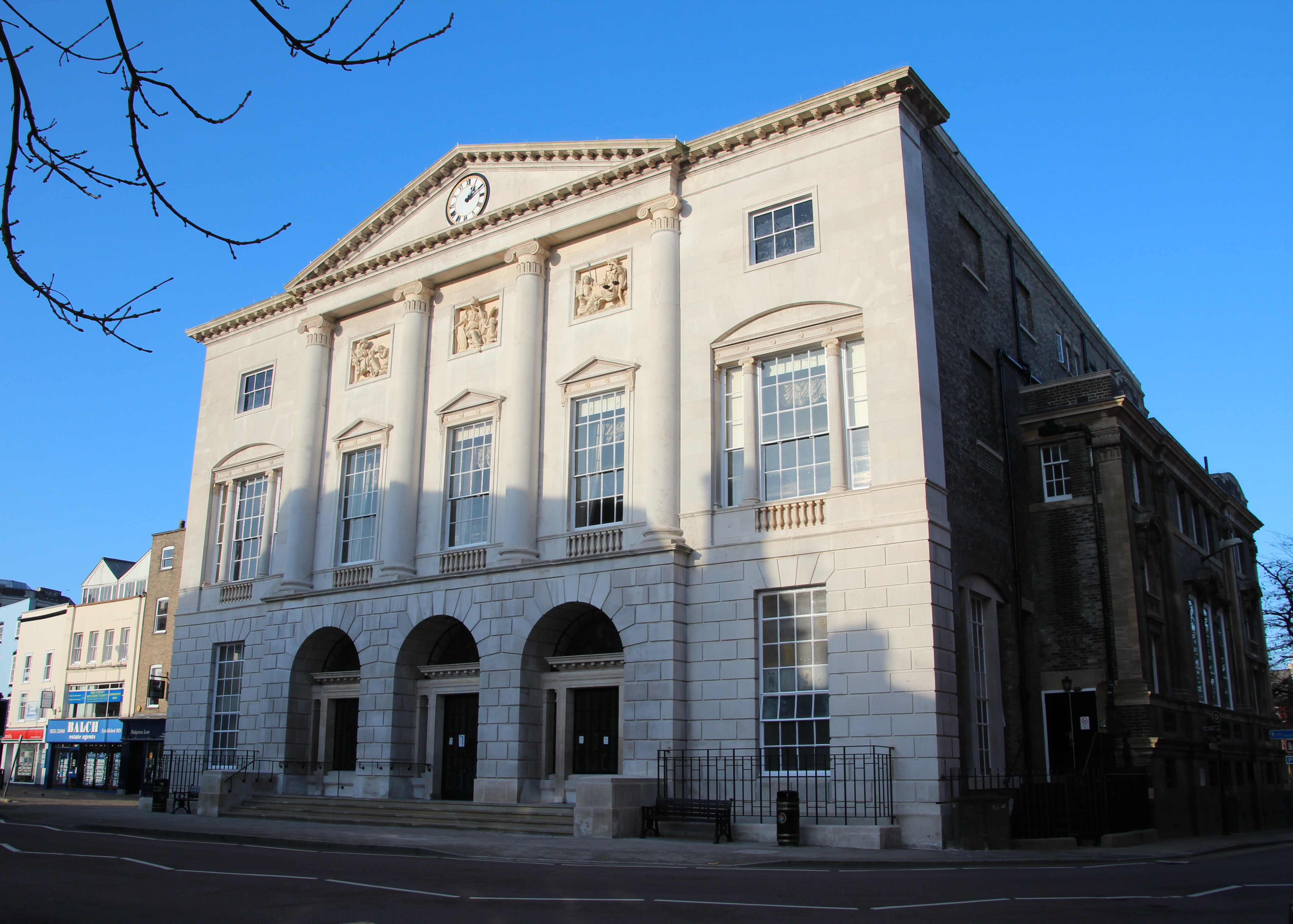
قاعة شاير بتشيلمسفورد.

تشيلمسفورد (بالإنجليزية: Chelmsford) هي حاضرة مدينة تشيلمسفورد وبلدة مقاطعة إسكس ، في إقليم شرق انجلترا.

## المناخ
يظهر الجدول التالي التغييرات المناخية على مدار السنة لتشيلمسفورد:
| البيانات المناخية لـتشيلمسفورد    | البيانات المناخية لـتشيلمسفورد | البيانات المناخية لـتشيلمسفورد | البيانات المناخية لـتشيلمسفورد | البيانات المناخية لـتشيلمسفورد | البيانات المناخية لـتشيلمسفورد | البيانات المناخية لـتشيلمسفورد | البيانات المناخية لـتشيلمسفورد | البيانات المناخية لـتشيلمسفورد | البيانات المناخية لـتشيلمسفورد | البيانات المناخية لـتشيلمسفورد | البيانات المناخية لـتشيلمسفورد | البيانات المناخية لـتشيلمسفورد | البيانات المناخية لـتشيلمسفورد |
| الشهر                             | يناير                          | فبراير                         | مارس                           | أبريل                          | مايو                           | يونيو                          | يوليو                          | أغسطس                          | سبتمبر                         | أكتوبر                         | نوفمبر                         | ديسمبر                         | المعدل السنوي                  |
| --------------------------------- | ------------------------------ | ------------------------------ | ------------------------------ | ------------------------------ | ------------------------------ | ------------------------------ | ------------------------------ | ------------------------------ | ------------------------------ | ------------------------------ | ------------------------------ | ------------------------------ | ------------------------------ |
| الدرجة القصوى °م (°ف)             | 15.1 (59.2)                    | 18.4 (65.1)                    | 22.8 (73.0)                    | 27.0 (80.6)                    | 30.0 (86.0)                    | 33.6 (92.5)                    | 37.7 (99.9)                    | 35.7 (96.3)                    | 32.1 (89.8)                    | 28.6 (83.5)                    | 18.5 (65.3)                    | 16.6 (61.9)                    | 37.7 (99.9)                    |
| متوسط درجة الحرارة الكبرى °م (°ف) | 7.4 (45.3)                     | 7.7 (45.9)                     | 10.7 (51.3)                    | 13.6 (56.5)                    | 17.0 (62.6)                    | 20.2 (68.4)                    | 22.9 (73.2)                    | 22.7 (72.9)                    | 19.3 (66.7)                    | 15.0 (59.0)                    | 10.5 (50.9)                    | 7.7 (45.9)                     | 14.6 (58.3)                    |
| متوسط درجة الحرارة الصغرى °م (°ف) | 1.5 (34.7)                     | 1.0 (33.8)                     | 2.7 (36.9)                     | 3.8 (38.8)                     | 6.8 (44.2)                     | 9.8 (49.6)                     | 12.0 (53.6)                    | 11.8 (53.2)                    | 9.7 (49.5)                     | 7.1 (44.8)                     | 3.9 (39.0)                     | 1.8 (35.2)                     | 6.0 (42.8)                     |
| أدنى درجة حرارة °م (°ف)           | −20.6 (−5.1)                   | −13.3 (8.1)                    | −11.1 (12.0)                   | −6.1 (21.0)                    | −2.8 (27.0)                    | −1.7 (28.9)                    | 2.2 (36.0)                     | 0.6 (33.1)                     | −1.1 (30.0)                    | −6.7 (19.9)                    | −8.1 (17.4)                    | −18 (0)                        | −20.6 (−5.1)                   |
| الهطول مم (إنش)                   | 53.2 (2.09)                    | 39.2 (1.54)                    | 40.2 (1.58)                    | 41.6 (1.64)                    | 48.7 (1.92)                    | 49.9 (1.96)                    | 44.3 (1.74)                    | 51.7 (2.04)                    | 48.6 (1.91)                    | 64.1 (2.52)                    | 58.0 (2.28)                    | 52.3 (2.06)                    | 591.8 (23.30)                  |
| ساعات سطوع الشمس الشهرية          | 58.0                           | 76.1                           | 112.4                          | 165.7                          | 196.6                          | 198.2                          | 209.9                          | 204.0                          | 147.4                          | 113.9                          | 68.7                           | 47.4                           | 1٬598٫2                        |
| المصدر #1: Met Office             |                                |                                |                                |                                |                                |                                |                                |                                |                                |                                |                                |                                |                                |
| المصدر #2: KNMI                   |                                |                                |                                |                                |                                |                                |                                |                                |                                |                                |                                |                                |                                |

## توأمة
لتشيلمسفورد (إسكس) اتفاقيات توأمة مع كل من:
- أنوناي
- باكنانغ
- بينيفنتو

## أعلام
- دون سبنسر
- بيلي لين
- ألبرت يونغ
- هاري غريغوري
- إسحاق هايدن